# Ačintja-bhédábhéda-tattva
Ačintja-bhedábheda-tattva (v dévanágarí अचिन्त्यभेदाभेद, acintyabhedābheda) je védántská subškola, kterou v 16. století učil mystik a filozof Šrí Čaitanja Maháprabhu, který je svými stoupenci považován za vtělení Boha Kršny. Ačintja-bhedábheda znamená doslova "nepochopitelná současná jednota a odlišnost" ve vztahu k Tvůrci a tvůrčí energii, tzn. nepochopitelná současná jednota s Bohem a odlišnost od Něj.
Filozofie Ačintja-bhedábheda učí, že z hlediska kvality jsme s Bohem (Kršnou) totožní, avšak co se týče kvantity, tak nepřipadá v úvahu, abychom se Mu rovnali, tzn. že z hlediska kvantity, velikosti, se od Boha lišíme. Toto učení uvádí v soulad směry védantské filozofie Dvaita a Advaita.

## Bhedábheda
Ačintja-bhedábheda-tattva vychází z filozofického konceptu aupádhika bhedábheda, který byl stanoven filozofem Bhaskarou zřejmě v 8. až 9. století. Později byl zpopularizován  jiným filozofem Nimbárkou, který tento stejný koncept nazýval Svábhábika Dvaitádvaita. Dvaitadvaita je jiným synonymem pro to samé. Stejný koncept o současné rozdílnosti a jednotě uznává jedna z největších hinduistických škol Višištádvaita (nedualita s rozdíly). Bhedábheda (dévanágarí: भेदाभेद) nemá institucionalizovanou síť škol, je to spíše koncept, se kterým pracují různé náboženské skupiny a filozofické školy, které na sebe nejsou nikterak vázány. 

## Historie zániku a znovuobnovení Védské kultury

### Zánik původního učení Véd
S příchodem Kalijugy (současného věku), se lidé víc a víc odchylovali od učení Véd a mylně si ho vykládali. Tehdy se rozmohlo jedení masa (které je podle vaišnavské filozofie zakázané), které ale bylo ospravedlněno právě Védskými texty s tím, že jisté oběti doporučené ve Védách dovolují zabít zvíře. Avšak jedná se o oběti, které jsou určené pro předchozí věky, kde byli lidé mnohem více kvalifikovaní a obětované zvíře okamžitě povýšilo do lidské podoby. (Také se uvádí, že bráhmanové védskými mantrami zabité zvíře dokázali oživit). Tehdy se zjevil Buddha, inkarnace Boha a kázal doktrínu nenásilí. A protože lidé pojídání zvířat tehdy ospravedlňovali špatným pochopením Védských písem, Buddha jednoduše Védy zavrhl. Buddhismus se tak držel v Indii nějakou dobu až do 8. století, kdy se zjevil Šankaráčárja.
Traduje se, že Šankara je inkarnací Šivy, a že se zjevil proto, aby znovu nastolil autoritu Véd, avšak mylným způsobem (Advaita-védánta). Šankara se tak stal zakladatelem impersonalismu, tzn. učil, že Bůh a duše jsou jedno a totéž a že Absolutní Pravda-Bůh je z konečného hlediska beztvará neosobní prázdnota. Šankara tak postupně vytlačil buddhismus za hranice Indie. Tak sice došlo ke znovunastolení Véd, avšak mylným způsobem. Šankara také napsal neosobní komentář k Védanta-sútře a Bhagavad-gítě.

### Obnovení védské kultury
K oživení původní védské kultury začalo docházet v 11. století s příchodem Rámanudžáčárji a jeho filozofií višithádvaita. Rámanudža totiž na rozdíl od Šankary uznal rozdíl mezi živou bytostí a Bohem. Ve 13. století, se zjevil významný učitel Madhváčárja, který kázal filozofii Dvaita  – čistý dualismus. Madhva ještě více než Rámanudža zdůrazňuje rozdíl mezi živou bytostí (duší) a Bohem  – že tito dva se nikdy nestanou jedním.

### Gaudíja Vaišnavismus
Podle gaudíja-vaišnavů však k úplné obnově Véd došlo na přelomu 15. a 16. století s příchodem vaišnavského mnicha Čaitanji Maháprabhua (1486–1533), který je považován za inkarnaci Boha, Kršny, a který je známý svým sankírtanovým hnutím (opěvuje jména Boha, Kršny, mantrou Hare Krišna). Čaitanja Maháprabhu uvedl v soulad dva protikladné védantské směry, Dvaitu a Advaitu. Učil, že jsme si s Bohem rovni co se týče kvality, ale jsme od Něho odlišní, co se týče velikosti. Jeho učení proto začalo být známé jako Ačintja-bhéda-abhéda-tattva, nepochopitelná současná jednota s Bohem a odlišnost od Něj. Podle gaudíja-vaišnavů však Ačintja-bhéda-abhéda není ničím novým. Jedná se o původní filozofii Véd, která však byla ztracena a která je po dlouhé době nyní obnovena.

## Současnost
V současnosti je hlavním představitelem gaudíja-vaišnavské učednické posloupnosti Mezinárodní společnost pro Vědomí Kršny (ISKCON), kterou založila Jeho Božská Milost A. Č. Bhaktivédánta Svámí Prabhupáda (zakladatel-áčárja). ISKCON je známý také jako Hnutí Hare Kršna a navazuje na tradici Čaitanje Maháprabhua a pokračuje v jeho sankírtanovém hnutí. ISKCON provozuje restaurace, školy, farmy, ášramy, a po celém světě má více než 500 chrámů a středisek. Hnutí Hare Krišna tak pokračuje v odkazu Čaitanji Maháprabhua, tj. zduchovnění celé společnosti a pokračuje v naplnění Jeho předpovědi, že "jednoho dne bude svaté jméno Boha znít v každém městě a vesnici na světě".